# Mus fragilicauda
Mus fragilicauda (Auffray, Orth, Catalan, Gonzalez, Desmarais & Bonhomme, 2003) è un roditore della famiglia dei Muridi diffuso in Indocina.

## Descrizione

### Dimensioni
Roditore di piccole dimensioni, con la lunghezza della testa e del corpo tra 66 e 88 mm, la lunghezza della coda tra 55 e 67 mm, la lunghezza del piede tra 14 e 16 mm e un peso fino a 15 g.

### Aspetto
Le parti superiori sono marroni, cosparse di peli più chiari e più scuri, mentre le parti ventrali sono grigio-brunastre chiare. I piedi sono bianchi. La coda è più corta della testa e del corpo, marrone scuro sopra, più chiara sotto. 

## Biologia

### Comportamento
È una specie notturna e terricola. 

## Distribuzione e habitat
Questa specie è diffusa in una località della Thailandia sud-orientale e del Laos meridionale.
Vive in prati e macchie di bambù nano lungo le strade o le dighe che delimitano le risaie.

## Conservazione
La IUCN Red List, considerato che questa specie sembra molto adattabile e comune ma priva di informazioni sui limiti dell'areale, classifica M.fragilicauda come specie con dati insufficienti (DD).